# Pfäfers
Pfäfers är en ort och kommun i distriktet Sarganserland i kantonen Sankt Gallen, Schweiz. Kommunen har 1 601 invånare (2023).
I kommunen finns, förutom centralorten Pfäfers, ett antal mindre byar, däribland Vättis (410 invånare).